# Грейзер, Джек Дилан
Джек Ди́лан Гре́йзер (англ. Jack Dylan Grazer; род. 3 сентября 2003, Лос-Анджелес) — американский актёр. Джек Дилан Грейзер исполнил одну из главных ролей Эдди Каспбрака в экранизациях 2017 и 2019 годов романа Стивена Кинга «Оно». Джек также снялся в комедийном сериале CBS «Я, опять я и снова я» и воплотил образы Фредди Фримана в адаптации DC Comics «Шазам!» и Фрейзера Уилсона в подростковом драматическом сериале HBO-Sky Atlantic «Мы те, кто мы есть».

## Личная жизнь
Джек Дилан Грейзер родился в Лос-Анджелесе, Калифорния, в семье Анджелы Лафевер и актёра Гэвина Грейзера. Джек — племянник кинопродюсера Брайана Грейзера. Джек Дилан Грейзер, являющийся выпускником школы исполнительных искусств Аддерли в районе Пасифик-Палисейдс, Лос-Анджелес, ежегодно предоставляет стипендию двум студентам.
В июле 2021 года, Грейзер совершил каминг-аут, сказав во время прямого эфира в Instagram, что он бисексуал.

## Актёрская карьера
Дебютировал как актёр в 2014 году в сериале Адама Скотта «Величайшее событие в истории телевидения». Широкую известность получил в 2017 году благодаря одной из главных ролей в фильм Энди Мускетти «Оно», снятому по мотивам одноимённого романа Стивена Кинга. В 2019 году исполнил второстепенную роль в фильме «Шазам!». В 2020 году исполнил главную роль 14-летнего Фрейзера Уилсона в подростковом мини-сериале Луки Гуаданьино и «HBO» «Мы те, кто мы есть».

## Публичный имидж
В 2018 году издание The Hollywood Reporter поставила Джека Дилана Грейзера на двенадцатое место в списке 30 самых главных и многообещающих звёзд Голливуда младше 18 лет.

## Фильмография

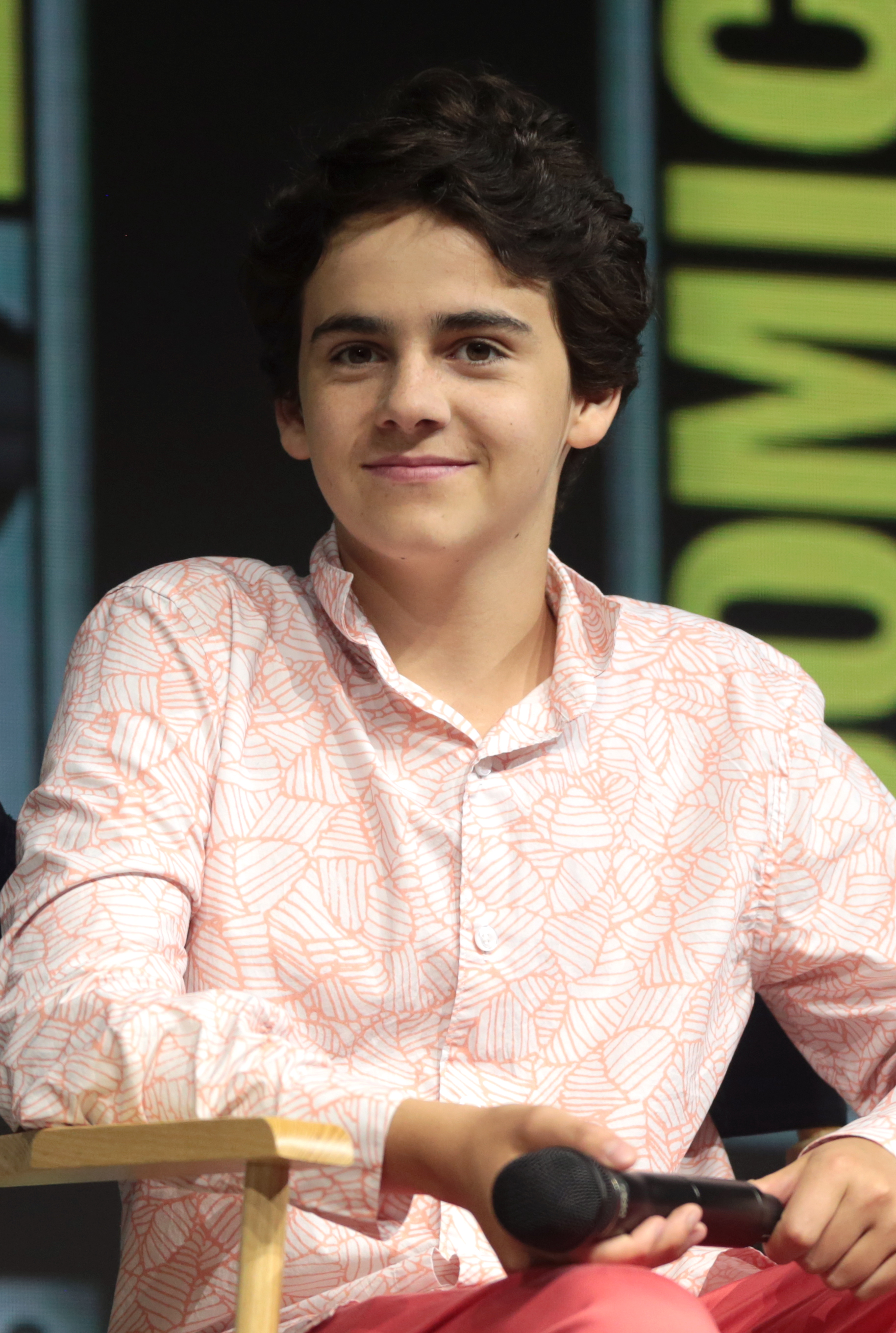
Грейзер на San Diego Comic-Con в 2018 году

### Кино
| Год  | Название на русском языке | Оригинальное название     | Роль                        | Примечания      | Ссылки |  |
| ---- | ------------------------- | ------------------------- | --------------------------- | --------------- | ------ |  |
| 2015 | Город монстров            | Tales of Halloween        | Джоуи Стрейнджер в детстве  |                 | [ 6 ]  |  |
| 2017 | Оно                       | It                        | Эдди Каспбрак               |                 | [ 6 ]  |  |
| 2017 | Весы: Русалки реальны     | Scales: Mermaids Are Real | Адам Уилтс                  |                 | [ 6 ]  |  |
| 2018 | Красивый мальчик          | Beautiful Boy             | 12-летний Ник Шефф          |                 | [ 13 ] |  |
| 2019 | Оно 2                     | It Chapter Two            | Юный Эдди Каспбрак          |                 | [ 13 ] |  |
| 2019 | Шазам                     | Shazam!                   | Фредди Фримен               |                 | [ 14 ] |  |
| 2020 | Никому не говори          | Don’t Tell a Soul         | Джоуи Чемблисс              |                 | [ 15 ] |  |
| 2021 | Лука                      | Luca                      | Альберто Скорфано           |                 | [ 16 ] |  |
| 2021 | Неисправимый Рон          | Ron’s Gone Wrong          | Барни Пудовски              |                 | [ 17 ] |  |
| 2021 | Чао, Альберто             | Ciao Alberto              | Альберто Скорфано           | Короткометражка | [ 18 ] |  |
| 2022 | Шазам! Ярость богов       | Shazam! Fury of the Gods  | Фредди Фримен               |                 | [ 19 ] |  |
| 2024 | Дружба                    | Friendship                | Стивен Уотерман, сын Крейга |                 |        |  |

### Телевидение
| Год       | Название на русском языке                | Оригинальное название                    | Роль             | Примечания                                                                  | Ссылки |
| --------- | ---------------------------------------- | ---------------------------------------- | ---------------- | --------------------------------------------------------------------------- | ------ |
| 2014      | Величайшее событие в истории телевидения | The Greatest Event in Television History | сын              | Эпизод «Bosom Buddies»                                                      | [ 6 ]  |
| 2015      | Пиф-паф комедия                          | Comedy Bang! Bang!                       | Кайден Окерман   | Эпизод «Jesse Tyler Ferguson Wears a Brown Checked Shirt and Stripey Socks» | [ 6 ]  |
| 2017–2018 | Я, опять я и снова я                     | Me, Myself & I                           | Юный Алекс Райли | Главная роль                                                                | [ 20 ] |
| 2018      | Просто нет слов                          | Speechless                               | Рёв              | Эпизод «E-I-- EIGHTEEN»                                                     | [ 21 ] |
| 2019      | Робоцып                                  | Robot Chicken                            | Фредди Фриман    | Озвучка; промоушен картины «Шазам!»                                         | [ 22 ] |
| 2020      | Мы те, кто мы есть                       | We Are Who We Are                        | Фрейзер Уилсон   | Главная роль                                                                | [ 23 ] |